# Asher G. Caruth

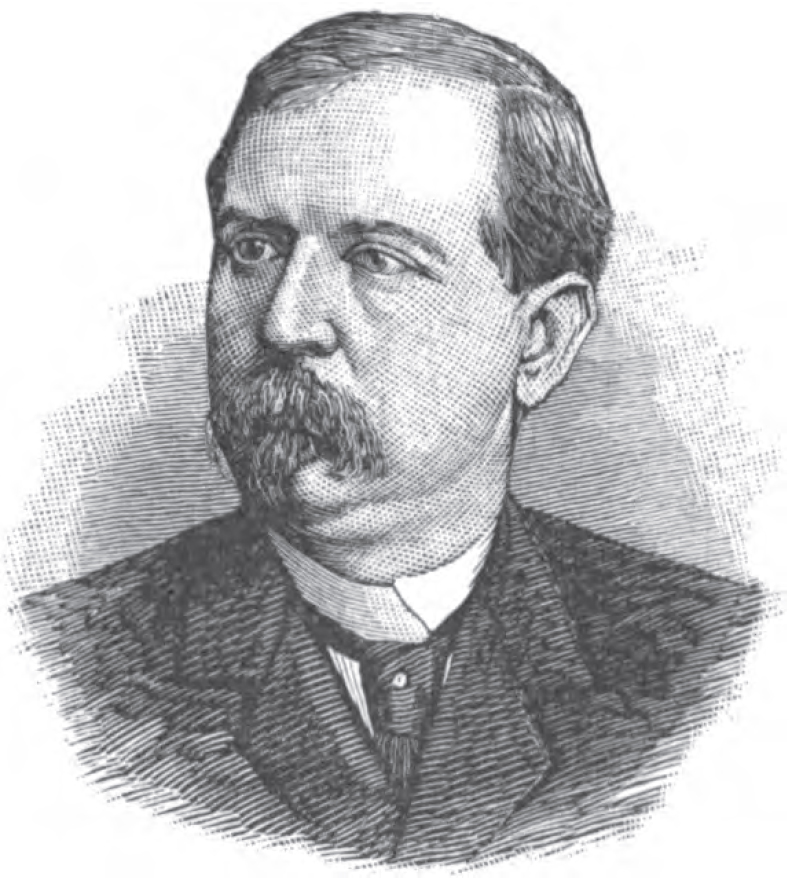
Asher G. Caruth

Asher Graham Caruth (* 7. Februar 1844 in Scottsville, Allen County, Kentucky; † 25. November 1907 in Louisville, Kentucky) war ein US-amerikanischer Politiker. Zwischen 1887 und 1895 vertrat er den Bundesstaat Kentucky im US-Repräsentantenhaus.

## Werdegang
Asher Caruth besuchte die öffentlichen Schulen seiner Heimat und die High School in Louisville. Nach einem anschließenden Jurastudium an der University of Louisville und seiner 1866 erfolgten Zulassung als Rechtsanwalt begann er in Hopkinsville in diesem Beruf zu arbeiten. Dort gründete er auch die Zeitung „Kentucky Weekly New Era“. Im Jahr 1871 verlegte er seine Kanzlei und seinen Wohnsitz nach Louisville. Zwischen 1873 und 1880 fungierte er als Kurator der öffentlichen Schulen dieser Stadt. Von 1880 bis 1887 war Caruth Staatsanwalt im neunten Gerichtsbezirk von Kentucky.
Politisch war er Mitglied der Demokratischen Partei. Bei den Kongresswahlen des Jahres 1886 wurde er im fünften Wahlbezirk von Kentucky in das US-Repräsentantenhaus in Washington, D.C. gewählt, wo er am 4. März 1887 die Nachfolge von Albert S. Willis antrat. Nach drei Wiederwahlen konnte er bis zum 3. März 1895 vier Legislaturperioden im Kongress absolvieren.
Für die Wahlen des Jahres 1894 wurde Caruth von seiner Partei nicht mehr für eine weitere Amtszeit nominiert. In den folgenden Jahren praktizierte er wieder als Anwalt in Louisville. 1902 wurde er Richter am Kriminalgericht im Jefferson County. Im Jahr 1904 war Asher Caruth Beauftragter des Staates Kentucky bei der Louisiana Purchase Exposition, der Weltausstellung in St. Louis. Er starb am 25. November 1907 in seinem Wohnort Louisville und wurde dort auch beigesetzt.